# برج الساعة (هونغ كونغ)
برج الساعة (بالصينية: 前九廣鐵路鐘樓) و (بالإنجليزية: Clock Tower)‏ وهو معلم موجود في هونغ كونغ في جمهورية الصين الشعبية في الساحل الجنوبي لتسيم شا تسوي في كولون، هونغ كونغ وبقية الموقع كان فيه محطة كولون على طريق كانتون كولون، بُنيَ من القرميد الحمر والجرانيت وطوله 44 متر وتضيئه خط من الأضواء في الليل وفيه درج خشبي، يقع بُرج الساعة بالقرب من ميناء فكتوريا بني هذا البرج في سنة 1915.